# Juno Ludovisi
De Juno Ludovisi (ook wel Hera Ludovisi) is een fragment van een enorme kop van een beeld van de godin Juno. Het fragment, ooit in de collecties van de prinsen Ludovisi en Buoncompagni is nu ondergebracht in het Palazzo Altemps, deel van het Museo Nazionale Romano waar het te bezichtigen is.
De kop is een fragment van een groot acrolithisch (uit verschillende materialen vervaardigd) standbeeld. Het beeld werd in de eerste eeuw van onze jaartelling vervaardigd en de kop werd herkend als die van Antonia minor, een familielid van Imperator Caesar Augustus.
Kardinaal Ludovico Ludovisi voegde het beeld in de 16e eeuw toe aan de Ludovisi collectie.
In zijn huis in Weimar bezat Goethe een afgietsel van de kolossale kop.